# Kim Thủy (xã)
Kim Thủy là một xã thuộc huyện Lệ Thủy, tỉnh Quảng Bình, Việt Nam.

## Địa lý
Xã Kim Thủy nằm ở phía huyện Lệ Thủy, có vị trí địa lý:
- Phía đông giáp xã Thái Thủy
- Phía tây giáp Lào, xã Lâm Thủy và tỉnh Quảng Trị
- Phía nam giáp tỉnh Quảng Trị
- Phía bắc giáp các xã Phú Thủy và Trường Thủy.

Xã Kim Thủy có diện tích 484,75 km², dân số năm 2019 là 3.931 người, mật độ dân số đạt 8 người/km².

## Kinh tế
Kinh tế chủ yếu là nông nghiệp, tiểu thủ công nghiệp.
Về du lịch có Suối nước khoáng Bang.

## Hành chính
Xã Kim Thủy được chia làm 01 thôn: An Mã và 11 bản: An Bai, Bang, Cây Bông, Chuôn, Cồn Cùng, Hà Lẹc, Ho Rum, Khe Khế, Mít Cát, Trung Đoàn, Cổ Kiềng.